# Дорофеев, Захар Фёдорович
Заха́р Фёдорович Дорофе́ев (24 марта 1890, Салазгорь, Тамбовская губерния — 18 июня 1952, Москва) — мокшанский поэт, педагог, переводчик, исследователь фольклора, историк, этнограф, общественный деятель. Один из основоположников современной мокшанской литературы. Автор букваря «Валда ян» (с мокш. — «Светлый путь»).

## Биография
Захар Дорофеев родился 24 марта 1890 года в селе Салазгорь Тамбовской губернии в многодетной крестьянской семье.
Получив начальное образование, в 1905 году поступил в Казанскую инородческую учительскую семинарию. В начале учёбы примкнул к революционному студенческому движению и был исключён из семинарии. Тем не менее 1906 году, благодаря вмешательству преподавателем семинарии М. Е. Евсевьева, Дорофеев был восстановлен. Тогда же начал писать стихи, с которыми публиковался в местных газетах «Волжско-Камская речь» и «Волжский вестник».
После окончания семинарии в 1909 году работал школьным учителем в Польско-Ардашевской школе Темниковского уезда.
В 1912 году в Москве вышел сборник стихов Дорофеева «Песни и думы народного учителя».
В годы Первой мировой войны Дорофеев ушёл на фронт и был тяжело ранен.
Вплоть до начала 1920-х годов Дорофеев писал на русском языке. В 1925 году был издан первый сборник стихов поэта на мокшанском языке — «Свои песни».
Дорофеев — автор переводов на мокшанский язык лирики Михаила Лермонтова, Алексея Кольцова, Николая Некрасова, Фёдора Тютчева. По его инициативе в Мордовии и Пензенской области был открыт ряд национальных школ и училищ. Автор нескольких учебных и методических пособий для мордовских учащихся: букваря «Валда ян» (с мокш. — «Светлый путь»), книги для чтения «Пиже пакся» (с мокш. — «Зелёное поле»), учебника по истории СССР и др.
Умер 18 июля 1952 в Москве.